# Карл Попър
Карл Раймунд Попър (на немски: Karl Raimund Popper) е австрийско-британски философ и общественик.
Смятан за един от най-влиятелните философи на науката и виден представител на либерализма на 20 век. Писал е също много за обществената и политическата философия. Еднакво известен с отричането на емпирично-индуктивисткото обяснение на научния метод чрез издигане на емпиричната фалсифицируемост до критерий за разграничаване на научната теория от не-науката и с енергичната си защита на либералната демокрация и принципите на социалната критика. Според него „Отворените общества не поддържат един-единствен възглед за „истина“, а по-скоро се опитват да установяват закони и институции, които позволяват на хора с различни възгледи да живеят заедно в мир“.

## Биография
Карл Попър е написал автобиография, която се приема без уговорки. Роден е на 28 юли 1902 г. във Виена, столица на Австро-унгарската империя. Родителите му са от еврейски произход, но са приели протестантството. Баща му, адвокат и преподавател във Виенския университет, притежавал библиотека с над 10 000 тома. Преди още да завърши гимназия, Попър започва да слуша лекции в университета. След матурата се записва и завършва с правото да преподава в училище, но междувременно работи. В 1928 г. защитава докторат при психолога Карл Бюлер. Скоро след това се оженва, но със съпругата си решават да нямат деца.
Още като докторант по психология Попър се свързва с участниците във Виенския кръг (или кръжок), но никога не става негов член. Въпреки това първата книга, която пише, „Двата основни проблема на теорията на познанието“, е публикувана през 1934 г. в поредицата издания на кръжока.
През следващите години работи като самостоятелен изследовател в Лондон и по-нататък намира преподавателско място в Нова Зеландия, където пребивава до 1945 г. Там пише и влиятелната си политическа книга „Отвореното общество“. През 1946 г. е назначен в Лондонското училище по икономика, където преподава до пенсионирането си през 1969 г. В същото време философските среди, в които се цени неговата работа, са предимно в Кеймбридж, и още през есента на 1946 г. Попър е поканен за една лекция, на която влиза в станала известна дискусия с Лудвиг Витгенщайн. През 1947 година е сред основателите на Обществото „Мон Пелерен“. Попър продължава активната си дейност до последните си дни.
Умира на 17 септември 1994 г. в Лондон, но е погребан в Австрия. През последните десетилетия на своя живот Попър получава световно признание и става носител на редица престижни награди и титли.

## Възгледи
Принципът на фалсифицируемостта гласи, че ако една теория не допуска възможността да се окаже невярна, то тя е псевдонаучна. Казано с други думи, ако не съществува експеримент, който да покаже че теорията е невярна, то тя е псевдонаучна. Тук възниква въпросът: допуска ли теорията за фалсифицируемостта възможността да бъде опровергана. Възможен ли е експеримент, който да покаже нейната неистинност. Ако няма такъв експеримент, то според същата тази теория тя е ненаучна.
Чрез принципа на фалсифицируемостта Карл Попър изразява своето схващане за истината:
| „ | ....не ме интересуваше дали дадена теория е истинна, нито кога се смята за приемлива... Аз исках да разгранича псевдонауката от науката, знаейки добре, че първата греши, а втората понякога може да се натъкне на истината. | “ |

Попър подкрепя теорията на Айнщайн във връзка с факта, че тя посочва събития, които биха могли да протекат съобразно нейните предсказания, но и биха могли да я опровергаят. Подкрепя още Зигмунд Фройд и Алфред Адлер, тъй като счита, че техните теории практически обхващат всичко, което може да се случи в тяхната сфера на действие. Оттук той стига до извода, че:
- Ако поискаме лесно можем да получим опровержение на всяка създадена теория.
- Потвържденията трябва да се вземат под внимание само когато са в резултат от рискови предсказания.
- Всяка „добра“ научна теория се проявява като забрана, тя не допуска появата на определени събития. Колкото по-силно ограничава, толкова по-ценна е тя.
- Теорията, за която не може да се измисли оборващо събитие е ненаучна. Критерий за научния статус на теориите е тяхната фалсифицируемост или опровержимост.[10]

Грешките според Попър са двойствени същности, които могат при едни и същи обстоятелства да се оказват истинни или неистинни. С помощта на тази теория:
- ще се обобщят на пръв поглед несвързани изследвания, в центъра на които се намира проблемът за несъвършенството на човека и неговото познание;
- ще стане разбираема възможността да съществуват множество конкуриращи се теории за истината;
- самият проблем за съответствието ще се появи в нова светлина и ще се очертаят пътищата за по-ефективно използване на събраната през вековете информация.

### На български
- Отвореното общество и неговите врагове: Т. 1 – 2 (Превод от английски Камен Лозев; Послеслов от Богдан Богданов), София: Фондация Отворено общество и Златорогъ, 1993 – 1995
- Безкрайното търсене: Автобиографията на един интелектуалец (Превод от английски Тодор Петков), София: Златорогъ, 1998 (София: Балкан прес ЕАД), ISBN 954-437-064-1
- Нищетата на историцизма (Превод от английски Кънчо Кожухаров), София: Рива, 2000, ISBN 954-8440-36-9
- B търсене на по-добър свят: Лекции и есета от трийсет години. (Превод от английски Камен Лозев), София: Калъс и Космополит, 2003 ISBN 954-8400-04-9
- Целият живот е решаване на проблеми (Превод от английски и послеслов Камен Лозев), София: Калъс и Космополит, 2005, ISBN 954-8400-05-7
- Митът за концептуалната рамка. В защита на науката и рационалността, (Пр. от анг.К. Лозев), Издателство: КИКС ДЕВ ЕООД, 2024 ISBN: 9786199250464

### Монографии
- (1934) Logik der Forschung; англ. превод (1959) The Logic of Scientific Discovery
- (1936) The Poverty of Historicism; частна лекция, публикувана в статии 1944/5 и като книга в 1957.
- (1945) The Open Society and Its Enemies
- (1963) Conjectures and Refutations: The Growth of Scientific Knowledge
- (1972) Objective Knowledge: An Evolutionary Approach, Rev. ed., 1979
- (1972) Unended Quest: An Intellectual Autobiography
- (1977) The Self and Its Brain: An Argument for Interactionism (заедно с Джон Екълз (John C. Eccles))
- (1994) All life is Problem Solving
- (1994) The Myth of the Framework: In Defence of Science and Rationality
- (1998) The World of Parmenides, Essays on the Presocratic Enlightenment